# Anfiteatro El Hatillo
El Anfiteatro El Hatillo o bien Anfiteatro de El Hatillo es un espacio multipropósito localizado en la Calle Bellavista al lado del Centro Comercial Paseo El Hatillo del Municipio El Hatillo (Estado Miranda), al este del Distrito Metropolitano de Caracas y al centro norte de Venezuela. En el lugar se realizan multitud de actividades desde conciertos hasta obras teatrales y actividades culturales e institucionales.
Fue objeto de trabajos de remodelación realizados en conjunto por parte de las autoridades municipales y del distrito y reabierto en junio de 2013, posee un aforo que le permite recibir a más de 700 espectadores Es una propiedad pública administrada por el gobierno municipal de El Hatillo.

## Conciertos
| País                      | Artista             | Año       |
| ------------------------- | ------------------- | --------- |
| Bandera de Estados Unidos | Dave Samuels        | 2006      |
| Bandera de Estados Unidos | Paul Gilbert        | 2007      |
| Bandera de Canadá         | Easy Star All-Stars | 2007      |
| Bandera de Venezuela      | La Vida Bohème      | 2009-2015 |
| Bandera de Estados Unidos | The Agonist         | 2009      |
| Bandera de Estados Unidos | Hirax               | 2010      |
| Bandera de Suecia         | Decadence           | 2010      |
| Bandera del Reino Unido   | Tricky              | 2011      |
| Bandera de México         | Dulce María         | 2011      |
| Bandera de Uruguay        | El Cuarteto de Nos  | 2012      |
| Bandera de Estados Unidos | Iced Earth          | 2012      |
| Bandera de Brasil         | Kiko Loureiro       | 2013      |